# Resolución 1513 del Consejo de Seguridad de las Naciones Unidas
La resolución 1513 del Consejo de Seguridad de las Naciones Unidas, adoptada por unanimidad el 28 de octubre de 2003, tras recordar todas las resoluciones anteriores sobre la situación en el Sáhara Occidental, en particular la Resolución 1495 (2003), prorrogó el mandato de la Misión de las Naciones Unidas para el Referéndum del Sáhara Occidental (MINURSO) hasta el 31 de enero de 2004.
La decisión de prorrogar el mandato de la MINURSO se tomó a raíz de una solicitud de Marruecos para que se siguiera estudiando el Plan Baker propuesto por James Baker III, relativo a la autodeterminación del territorio; el Frente Polisario aceptó el plan el 6 de julio de 2003. Se pidió al Secretario General Kofi Annan que informara sobre la situación al final del mandato de la MINURSO.